# Някювя, Лотта
Ло́тта Хе́нриикка Ня́кювя (фин. Lotta Henriikka Näkyvä, до 2016 года фамилия Хи́нтса фин. Hintsa; род. 29 июня 1988, Нурмо, Финляндия) — финская фотомодель, победительница конкурса «Мисс Финляндия — 2013».

## Биография
Родилась 29 июня 1988 года в Нурмо, в Финляндии.
Окончила университет Йювяскюля. В период студенчества, осуществляла волонтёрскую работу в Кении.
5 мая 2013 года стала победительницей национального конкурса «Мисс Финляндия».
В феврале 2020 года, при попытке в качестве альпинистки покорить один из мировых восьмитысячников, ввиду плохого самочуствия, была эвакуирована пакистанскими военными на вертолете на границе Пакистана и Китая.

## Личная жизнь
Встречалась с хоккеистом Кристианом Някювя, за которого в 2016 году вышла замуж.